# Slag bij Charleroi

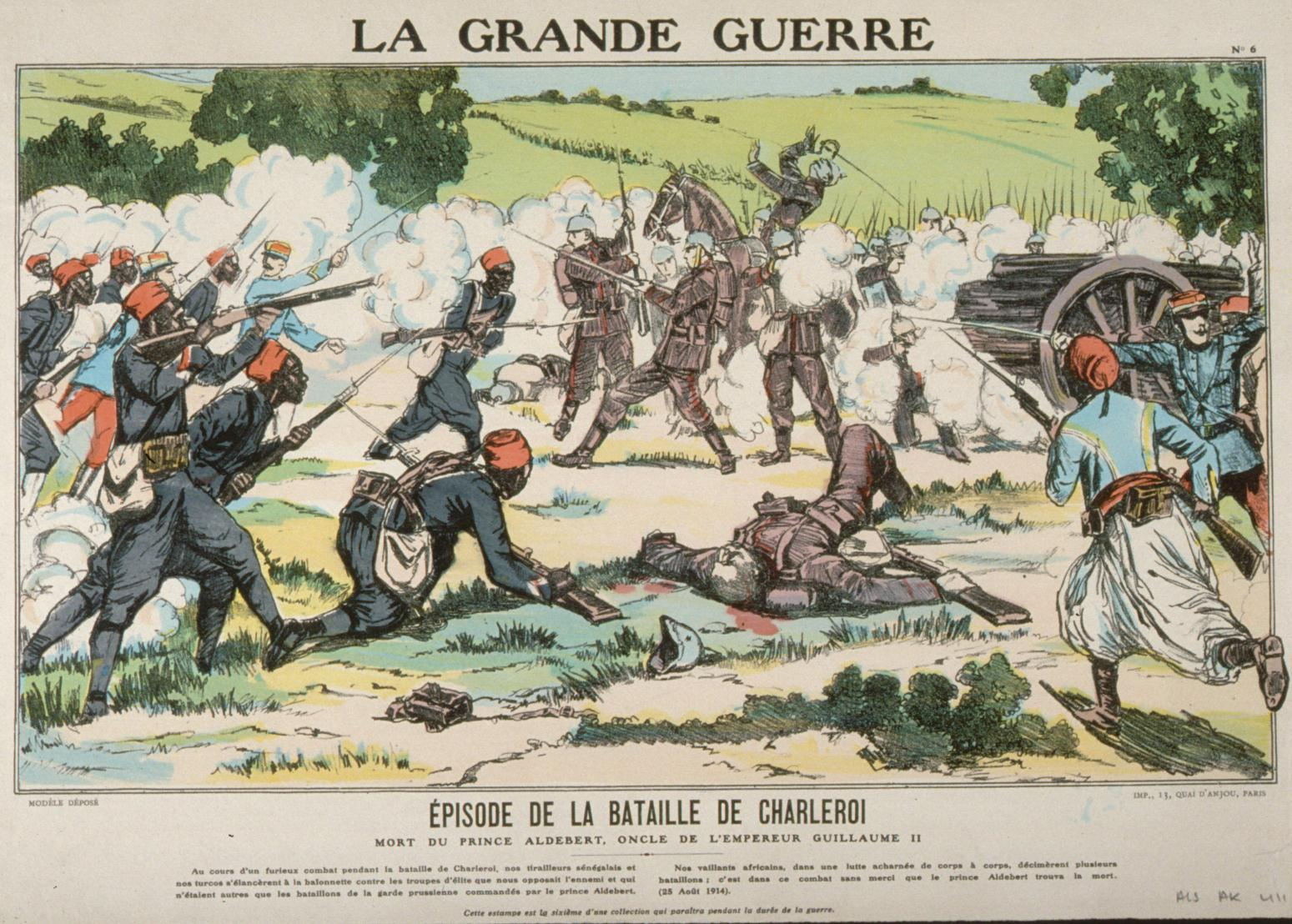
Prent gesitueerd tijdens de slag bij Charleroi

De Slag bij Charleroi is een veldslag van de Eerste Wereldoorlog bij het Belgische Charleroi die plaatsgreep van 21 tot 23 augustus 1914. De slag is een onderdeel van de slag der Grenzen. In de slag stonden de Franse troepen van het Vde leger, geleid door generaal Charles Lanrezac tegenover het IIe leger van de Duitsers onder leiding van Generaloberst Karl von Bülow. Von Bülow voerde daarmee de strategie uit voorzien in het Schlieffenplan. De Duitsers slaagden erin de Franse troepen terug te drijven.
De Franse soldaten bij Charleroi, die wachtten op de Britse versterkingen van de British Expeditionary Force (BEF), leden tijdens de slag zeer zware verliezen, voordat de opdracht terug te trekken kwam. Tijdens de gevechten op 22 augustus leed Frankrijk grotere verliezen op een enkele dag dan enig ander volk voor de gehele duur van deze oorlog.
De Franse schrijver Pierre Benoit was actief in deze veldslag.